# Жица (ТВ серија)
Жица или Доушници (енгл. The Wire) америчка је телевизијска серија коју је продуцирала кабловска телевизијска Ејч-Би-Оу, а приказивала се од 2. јуна 2002. до 9. марта 2008. године. У наведеном раздобљу приказано је кроз 5 сезона укупно 60 епизода. Креатор, продуцент и главни сценариста серије био је Дејвид Сајмон, књижевник и бивши новинар.
Свака сезона „Жице“ се фокусира на различите друштвене кругове града Балтимора и приказује њихов однос према институцијама закона. Хронолошки поређане оне приказују: трговину дрогом (прва сезона), бродоградилиште и раднички синдикат (друга сезона), градску власт и бирократију (трећа сезона), школски систем (четврта сезона) и штампане медије (пета сезона), уз приказивање судбина јунака и заплета из претходних сезона. Креатор серије, Дејвид Сајмон, изјавио је да је ова серија, упркос томе што је обликована као криминалистичка драма, у ствари серија „о америчком граду и о животу заједнице. О томе како институције имају утицај на појединце. Било да је у питању полицајац, лучки радник, дилер дрогом, политичар, судија или адвокат, сви су на крају угрожени и морају да се сукобе са институцијом којој су подређени“.
Иако никад није доживела велики комерцијални успех, високу гледаност, нити је освојила неку важну телевизијску награду, многи критичари „Жицу“ сматрају најбољом телевизијском серијом свих времена. Најјачом и најистакнутијом карактеристиком серије сматра се њен изразито реалан портрет градског живота, људских амбиција и дубоког и потресног истраживања друштвених и политичких тема. У Србији је приказивана на телевизијском каналу Б92.